# Бранд, Энтони, 6-й виконт Хэмпден
Энтони Дэвид Брэнд, 6-й виконт Хэмпден (англ. Anthony David Brand, 6th Viscount Hampden; 7 мая 1937 — 4 января 2008) — британский биржевой брокер, землевладелец в Сассексе, потомственный пэр и земельный агент.

## Ранняя карьера
Родился 7 мая 1937 года. Единственный сын Дэвида Бранда, 5-го виконта Хэмпдена (1902—1975), и его жены Имоджен Элис Риз, дочери Уолтера Риза, 7-го барона Дайневора.
4 сентября 1975 года после смерти своего отца Энтони Бранд унаследовал титул 6-го виконта Хэмпдена из Глайнда в графстве Сассекс, став членом Палаты лордов Великобритании.
Получив образование в Итонском колледже, он работал в банковской и финансовой сфере. С 1956 по 1969 год он работал в Lazard Brothers, торговом банкире, а с 1970 по 1982 год — в Hoare Govett, биржевом маклере.

## Поместье Глайнд
Впоследствии он был управляющим поместьями в 6000 акров (24 км2), Glynde Estates, 1984—2002. Большую часть этих земель, а также особняк с каменным фасадом в елизаветинском стиле (1569) Glynde Place он унаследовал от троюродного брата Хамфри Бранда (1895—1953) и его вдовы в 1953 и 1978 годах. Хамфри Бранд был сыном адмирала достопочтенного Томаса Сеймура Бранда (1847—1916), который был вторым сыном Генри Бранда, 1-го виконта Хэмпдена, спикера Палаты общин.
Глайнд-Плейс, который валлийская семья Тревор унаследовала в 1679 году, во многом обязан своим нынешним состоянием Ричарду Тревору (1701—1771), епископу Дарема с 1752 по 1771 год, который зимовал там после 1744 года. Епископ Тревор сегодня также известен тем, что в 1756 году он пожертвовал Епископскому дворцу в Оклендском замке, который он перестраивал с 1760 года, серию из 12 (из 13) портретов Якова и его сыновей, написанных Франсиско де Сурбараном (1598—1664) в 1640 году. В Глайнде находится не только прекрасный портрет принца-епископа работы Томаса Хадсона, но и «Апофеоз короля Якова I» (1629—1630), эскиз маслом на дереве размером 37,5 x 25 дюймов. Рубенс (1577—1640) сделал в качестве подготовки к своей схеме потолка для Банкетного дома (Уайтхолл, Вестминстер). С некоторыми связанными с ним эскизами она была предоставлена в аренду (номер L79) Национальной галерее с 1981 года. Эту картину приобрел старший брат епископа Тревора, Роберт Хэмпден-Тревор, 1-й виконт Хэмпден (1706—1783), или его преемники.
В декабре 2008 года аукционисты Christie’s продали в своих залах на Кинг-стрит в Лондоне две картины Каналетто из коллекции Глайнда (из поместья покойного виконта) и еще одну, также приобретенную Томасом Брандом (ок. 1717—1770).

## Другие связи
Лорд Хэмпден был кооптирован в Совет прихода Глайнд и Беддингем в 1987 году и был председателем Ассоциации землевладельцев графства Сассекс в 1985—1987 годах (президент с 2003 по 2005 год); и Ассоциации исторических домов Юго-Восточного региона в 2001—2005 годах. Он стал заместителем лейтенанта Восточного Суссекса в 1986 году.

## Литературное произведение
Он выпустил две книги: Henry and Eliza, 1980; и A Glimpse of Glynde, 1997. Henry and Eliza — это сборник писем между спикером Генри Брандом, 1-м виконтом Хэмпденом и 23-м лордом Дакром (1814—1892), и его женой Элизой (1818—1899), которая была дочерью генерала Роберта Эллиса от его жены Элизы Кортни (1792—1859).

## Семья
Лорд Хэмпден был дважды женат. 27 сентября 1969 года он женился первым браком на Каре Фионе Проби (род. 4 августа 1943), дочери капитана Клода Проби и Патрисии Амелии Пирс. Супруги развелись в 1988 году. Дети от первого брака:
- Фрэнсис Энтони Бранд, 7-й виконт Хэмпден (род. 17 сентября 1970), женат с 2004 года на Кэролайн Прайор, от брака с которой у него трое детей.
- Достопочтенная Сарача Мэри Бранд (род. 7 марта 1973), в 2004 году она вышла замуж за Роберта Барксфилда
- Достопочтенный Джонатан Клод Дэвид Хамфри Бранд (род. 25 августа 1975).

21 октября 1993 года он вторично женился на Салли Хамбро, дочери сэра Чарльза Джоселина Хэмбро и его второй жены Дороти Хелен Маккей. В этом союзе не было детей.